# Polonský rajón
Polonský rajón (ukrajinsky Полонський район) byl rajón v Chmelnycké oblasti na Ukrajině. Hlavním městem bylo Polonne a rajón měl přibližně 43 tisíc  obyvatel. 

## Sídla v rajónu
- Polonne
- Poninka